# Golconda (India)
Golconda (en télugu: గోల్కొండ, Golla Konda «Colina del pastor») es una fortaleza y ciudad abandonada, situada a 11 kilómetros de Hyderabad, en el estado indio de Telangana. Tanto la ciudad como la fortaleza están construidas sobre una colina de granito de 120 metros de altura. Los orígenes del fuerte datan del año 1143 cuando la dinastía hindú de los Kakatiya  gobernaba la región, conocida por la producción en sus minas de algunos de los diamantes más famosos del mundo, como el Koh-i-Noor, el diamante Hope o el diamante Nassak.
El 10 de septiembre de 2010 el conjunto «Los Monumentos Qutb Shahi de Hyderabad: Fuerte Golconda, Tumbas de los Qutb Shahi, Charminar» fue inscrito en la Lista Indicativa de la India —paso previo a ser declarado Patrimonio de la Humanidad—, en la categoría de bien cultural (n.º. ref 5573) como bienes que simbolizan el reinado de la dinastía Qutb Shahi.

## Historia
Desde 1512 Golconda fue un reino independiente hasta 1687 que fue tomado por las tropas del emperador mogol Aurangzeb. Capital del sultanato medieval de la dinastía Qutb Shahi (c.1518–1687). Situada en Golconda hasta que a finales del siglo XVI se trasladó a Hyderabad.
La mayor parte de las construcciones que aún se conservan datan de los siglos XVI y XVII. Su impresionante estructura fue capaz de resistir dos sitios prolongados por parte de las hordas mogoles.
El conjunto de Golconda consiste en cuatro fuertes distintos, con una muralla exterior de 10 kilómetros de longitud y con 87 bastiones semicirculares. Aunque la mayoría de las edificaciones se encuentran en la actualidad casi derruidas, la fortaleza acogía diversos palacios y mezquitas cuyos restos aún son visibles.
La entrada se efectúa a través de la Puerta de la victoria (Fateh Darwaza). Esta puerta está recubierta de púas para evitar el ataque de los elefantes. En el denominado Gran pórtico la acústica permite oír una palmada a un kilómetro de distancia. Esta característica se utilizaba para avisar a los habitantes del fuerte de los posibles peligros. La ciudad fortificada fue famosa en el negocio del comercio de los diamantes gracias a las minas de esta piedra preciosa que se encuentran en sus alrededores, por lo cual la fama de sus tesoros es legendaria.

## Galería de imágenes

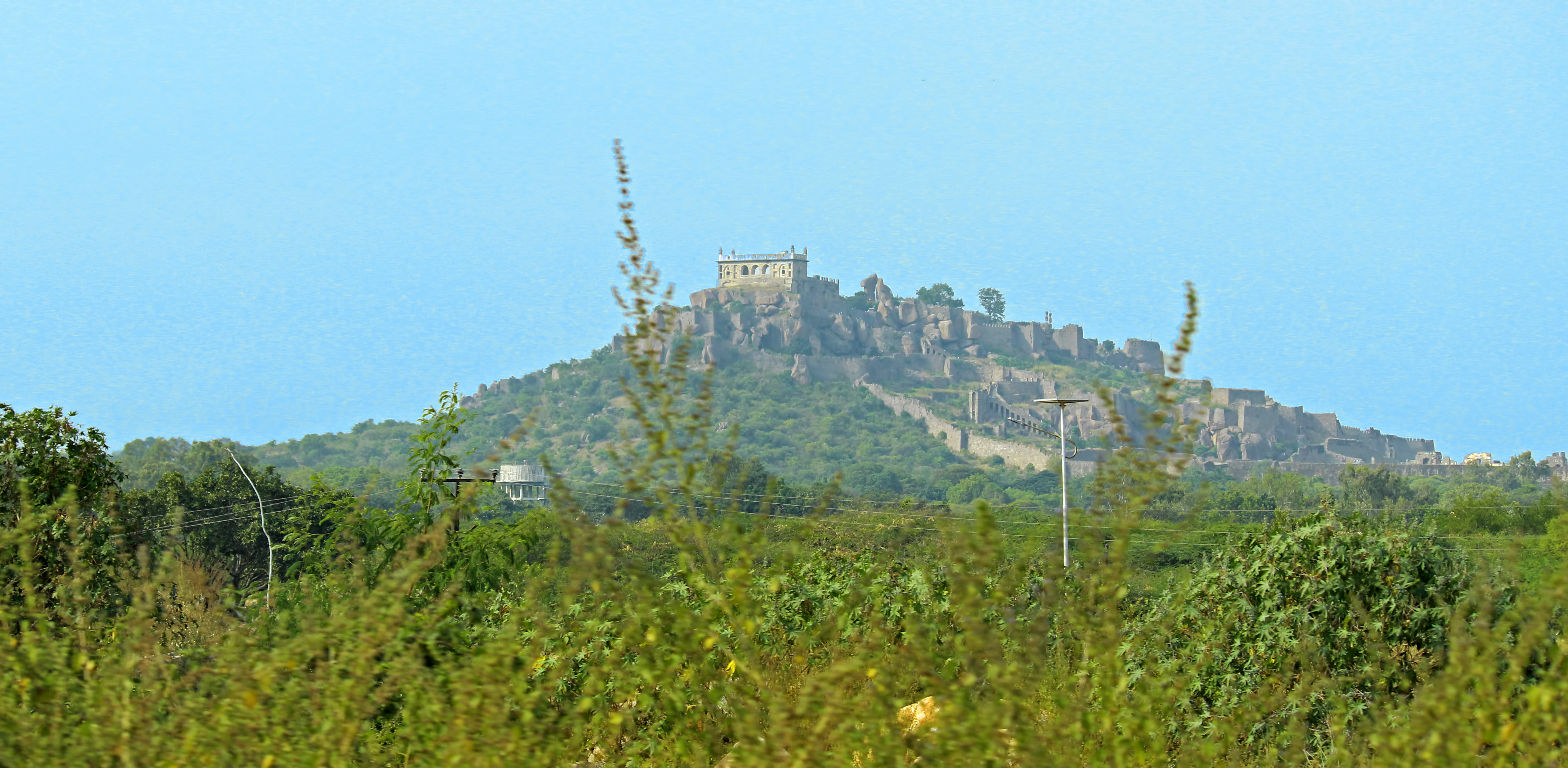
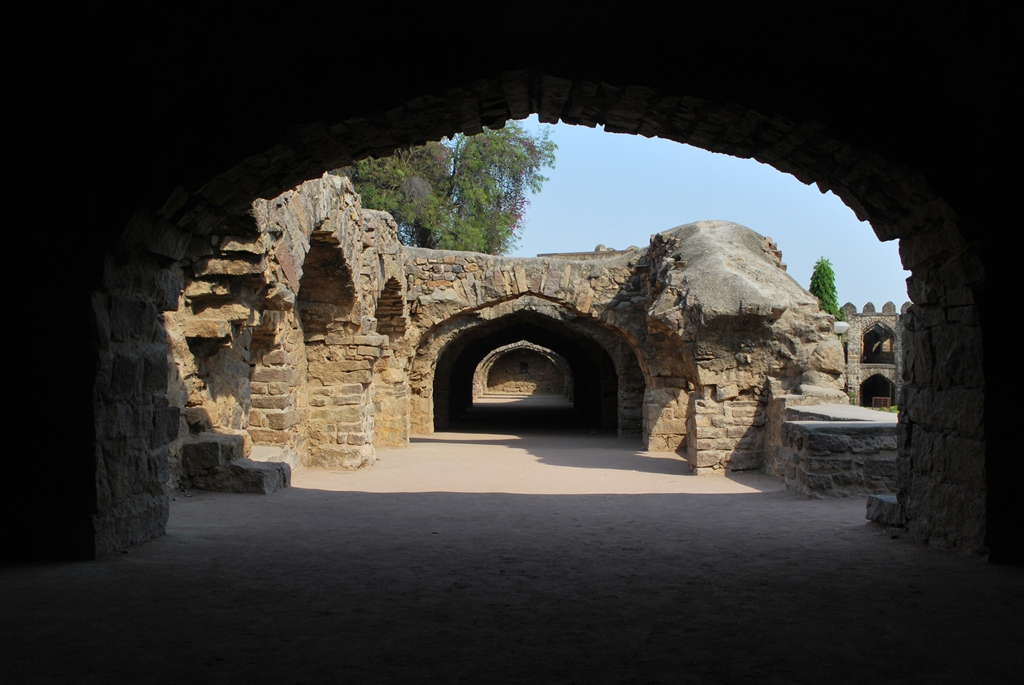
Ruinas arqueológicas
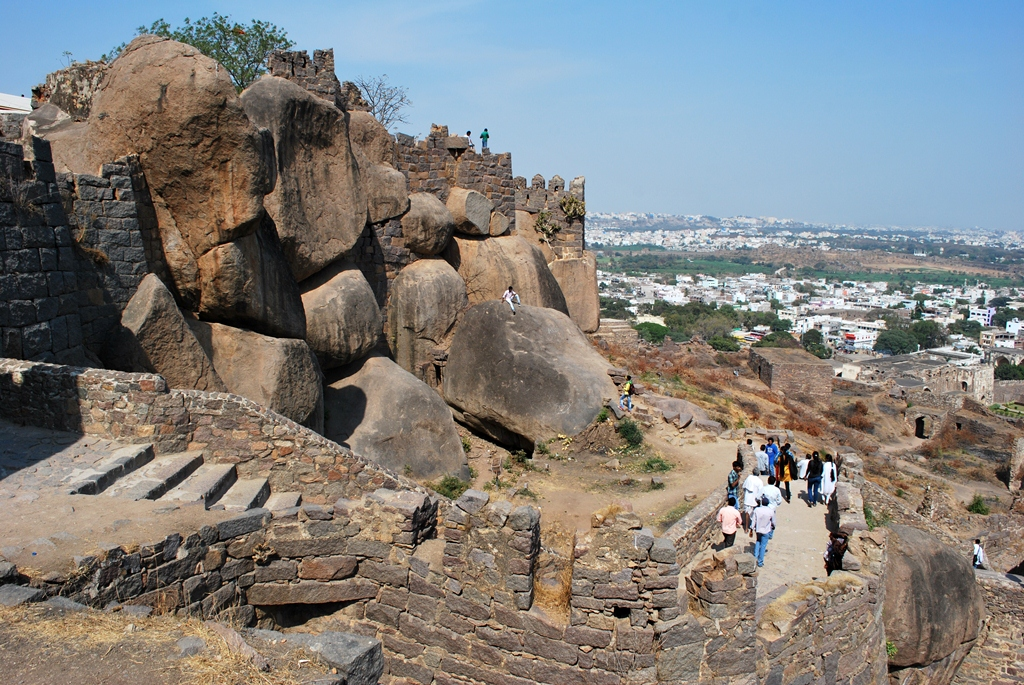
Fuerte sobre la ciudad
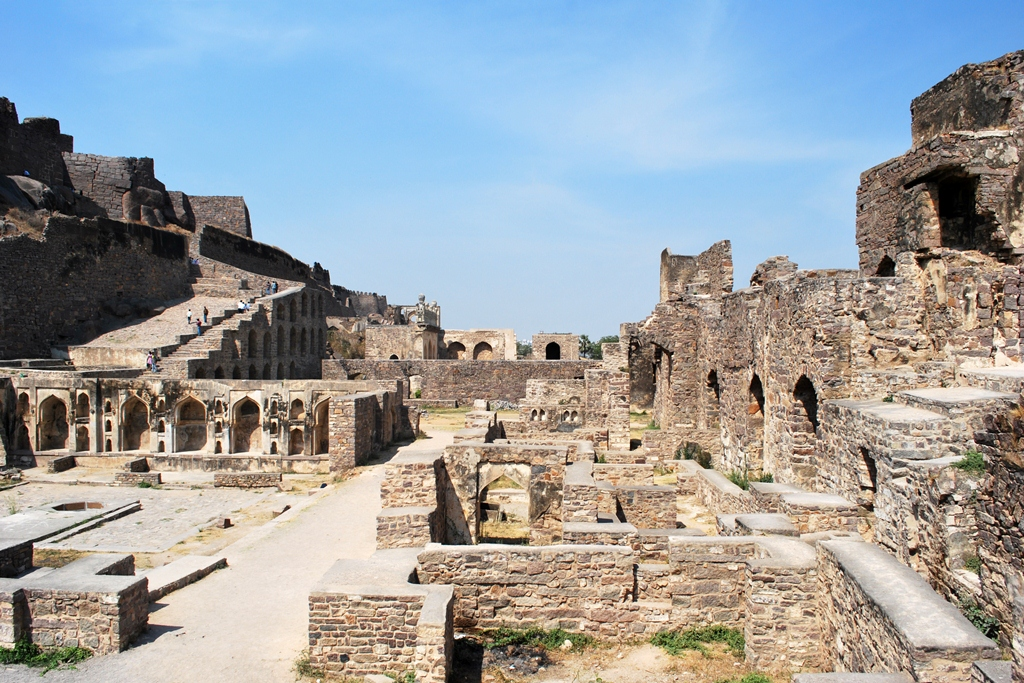
Escalera principal del costado norte del Fuerte
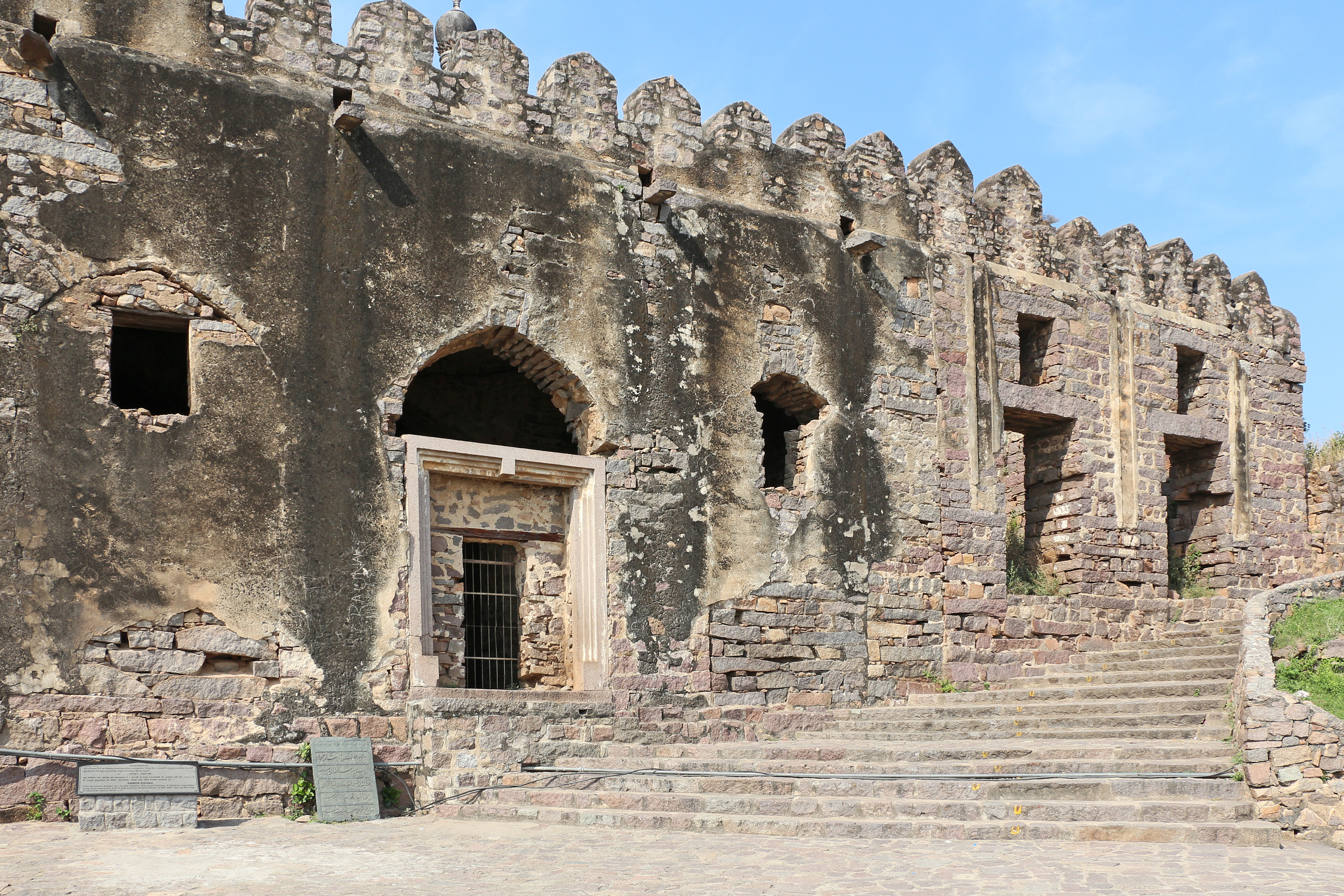
Ambar Khana
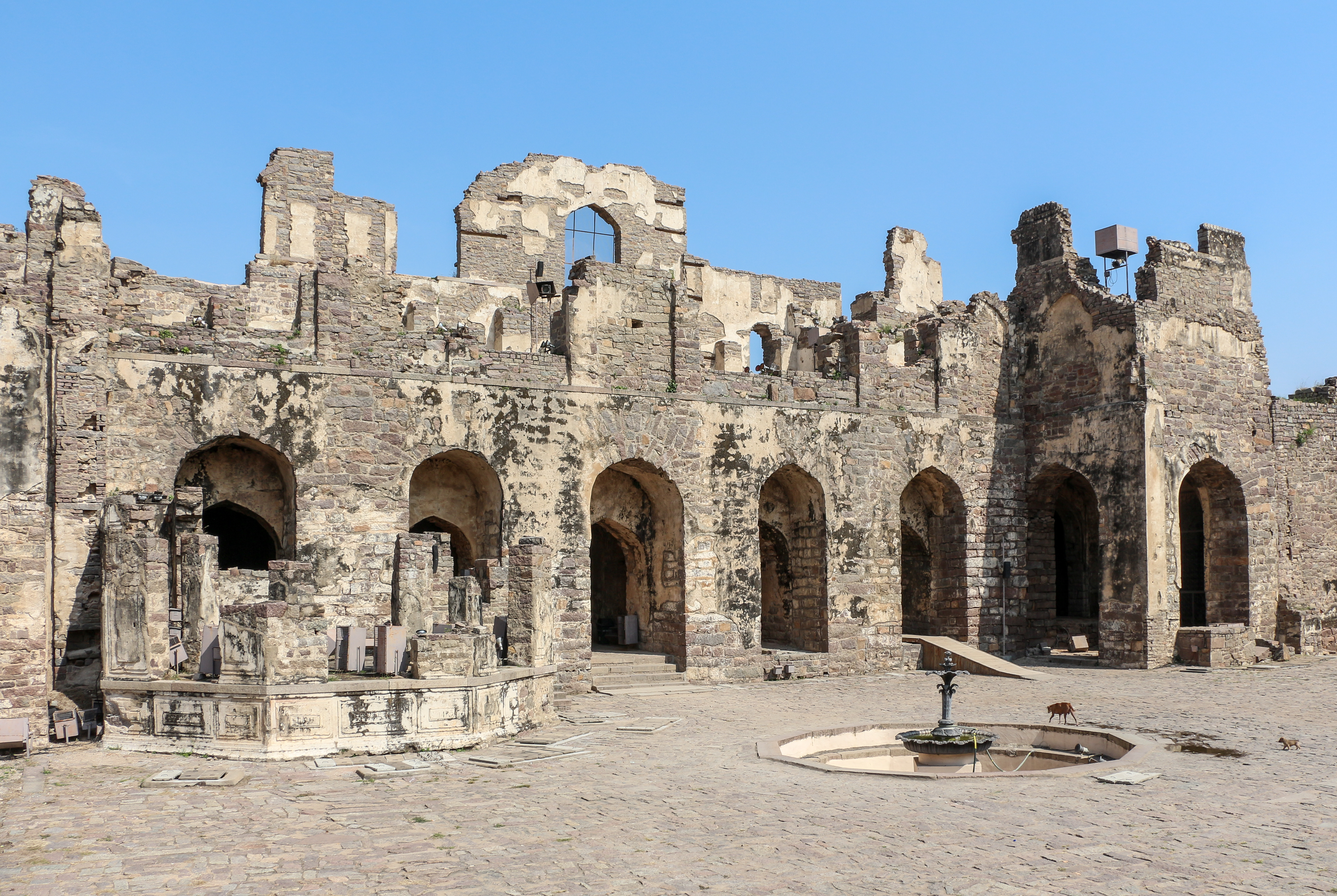
Rani Mahal
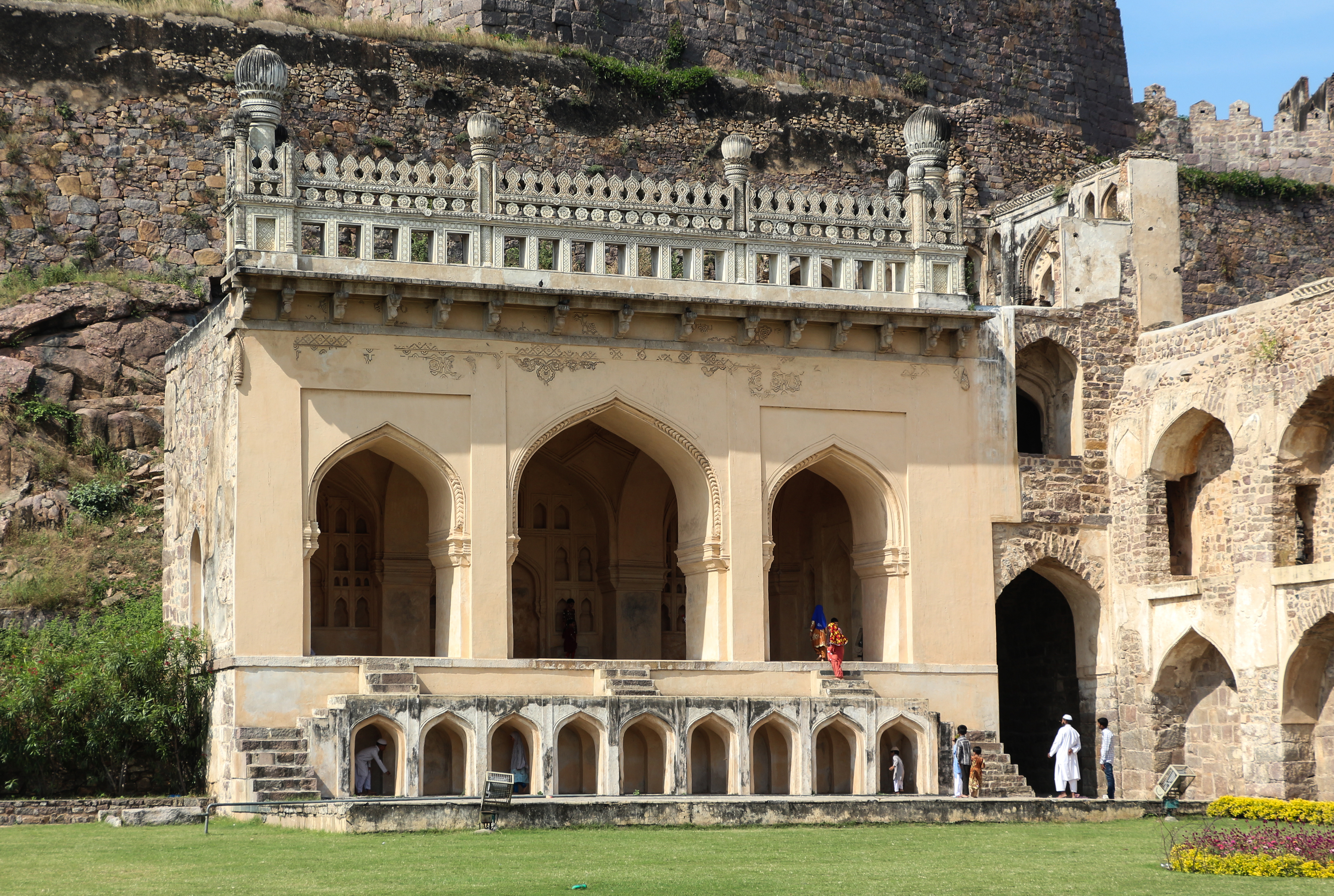
Mezquita Taramati
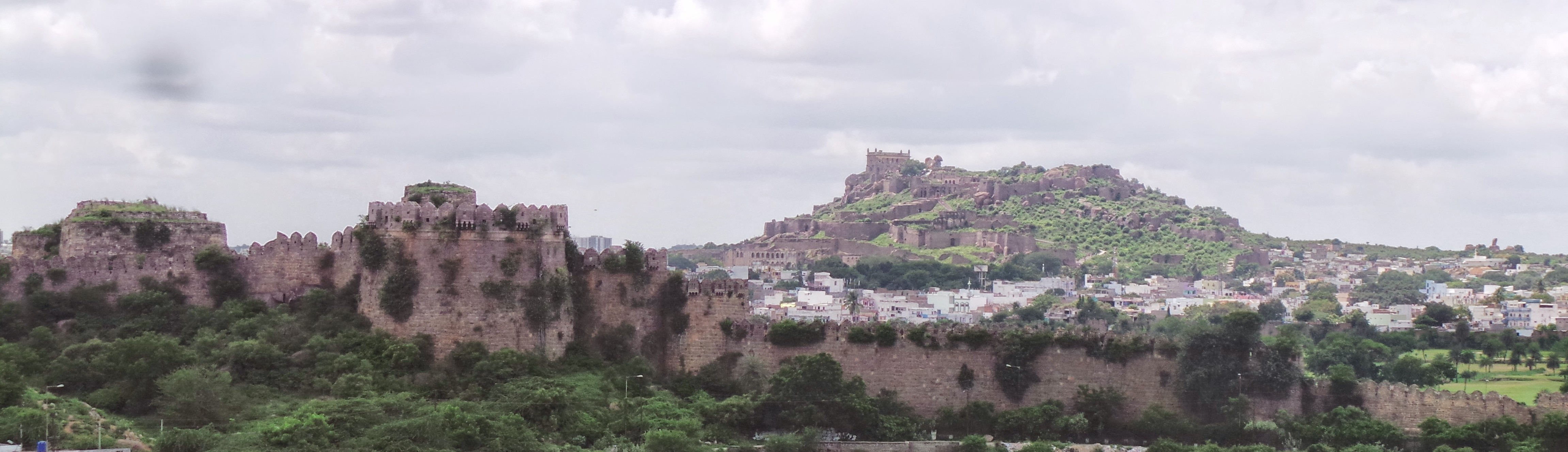
Vista del Fuerte Golconda